# NGC 7052
NGC 7052 је елиптична галаксија у сазвежђу Лисица која се налази на NGC листи објеката дубоког неба.
Деклинација објекта је + 26° 26' 50" а ректасцензија 21h 18m 33,0s. Привидна величина (магнитуда) објекта NGC 7052 износи 12,6 а фотографска магнитуда 13,6. NGC 7052 је још познат и под ознакама UGC 11718, MCG 4-50-6, CGCG 471-5, PGC 66537.